# Силвер-Лейк (Лос-Анджелес)
Силвер-Лейк (англ. Silver Lake, с англ. — «озеро Силвера») — нейборхуд в центральном районе Лос-Анджелеса, штат Калифорния. Район построен в 1900-х годах вокруг городского водохранилища, которое и дало название району. Топоним назван не из-за цвета воды, а по имени местного политика, который помог создать водохранилище. Район известен своими ресторанами и хипстерскими тусовками, в нём живёт много знаменитостей. В районе есть несколько государственных и частных школ.
На северо-востоке Силвер-Лейк находятся Атуотер-Виллидж и Елисейская долина, на юго-востоке — Эхо-парк, на юго-западе — Уэстлейк, на западе — Восточный Голливуд, а на северо-западе — Лос-Фелиз. Границы района проходят по реке Лос-Анджелес между бульваром Глендейл, Флетчер-драйв и Риверсайд-драйв на северо-востоке, шоссе Глендейл на востоке, Эффи-стрит, Коронадо-стрит, Беркли-авеню и Флетчер-драйв на юго-востоке, Голливудскому шоссе на юге, Вирджил-авеню на западе и Фонтан-авеню и Гиперион-авеню на северо-западе. Недвижимость вокруг озера обычно называют «Морено Хайлендс».
Район был назван в честь комиссара Совета по водным ресурсам Германа Сильвера, который сыграл важную роль в создании одного из водохранилищ в начале 1900-х годов. В общине Силвер-Лейк находится одноимённый резервуар, состоящий из двух бассейнов, нижнего Силвер-Лейк и верхнего Айвенго. Нижний водоём был назван в 1906 году Германом Сильвером; верхняя часть получила свое название в честь романа сэра Вальтера Скотта 1819 года «Айвенго».
Согласно переписи 2000 года, население района насчитывало 30 972 жителей на 2,75 квадратной мили (7,1 км2), в среднем 11 266 человек на квадратную милю. В 2008 году население увеличилось до 32 890 человек. Средний возраст жителей составлял 35 лет, что соответствовало среднему показателю по Лос-Анджелесу, но процент жителей в возрасте от 19 до 49 лет был одним из самых высоких в округе. Для района характерно высокое этническое разнообразие. Латиноамериканцы составляли 41,8 % населения; белые — 34 %; азиаты и американцы азиатского происхождения — 18 %; афроамериканцы — 3,2 %; и другие — 3,1 %. Мексика (26,6 %) и Филиппины (15,7 %) — наиболее распространённые места рождения для 41 % жителей, родившихся за границей.